# 15 июня
15 июня — 166-й день года (167-й в високосные годы) по григорианскому календарю.
До конца года остаётся 199 дней.
До 15 октября 1582 года — 15 июня по юлианскому календарю, с 15 октября 1582 года — 15 июня по григорианскому календарю.
В XX и XXI веках соответствует 2 июня по юлианскому календарю.

## Праздники и памятные дни
См. также: Категория:Праздники 15 июня

### Общественные
- ООН — Всемирный день распространения информации о злоупотреблении в отношении с пожилыми людьми[2] (2011)
- ООН — Всемирный день ветра (Global Wind Day[англ.], 2007)

### Национальные
- Азербайджан — День национального спасения (1993)
- Армения — День национального флага (2006)
- Дания:
  - День датского флага (1219)
  - День короля Вальдемара II
  - День воссоединения (с южной Ютландей в 1920)
- Коста-Рика — День посадки деревьев (1915)
- Кыргызстан — День работника противопожарной службы (1926)
- Россия — День юннатского движения[3] (1918)
- Республика Корея — День сельского хозяйства[4]

### Религиозные
Православие
- Память святителя Никифора исповедника, патриарха Константинопольского (828)
- Память великомученика Иоанна Нового, Сочавского (1330—1340)
- Обретение мощей праведной Иулиании, княгини Вяземской, Новоторжской (1819)
- Память священномученика Пофина, епископа Лионского, и с ним пострадавших (177)
- Память мученицы Бландины и мученика Понтика Лионских (177)
- Празднование в честь Киево-Братской иконы Божией Матери (1654)

### Именины
- Католические: Алиса, Софья, Иоанн, Исидор.
- Православные: Дмитрий, Иван, Константин, Мария, Никифор, Иулиания, Даниил.

## События
См. также: Категория:События 15 июня

### До XIX века
- 763 до н. э. — в Ассирии наблюдали полное солнечное затмение.
- 1215 — английским королём Иоанном Безземельным подписана Великая хартия вольностей.
- 1300 — в правительство Флоренции вошёл поэт Данте Алигьери.
- 1389 — битва на Косовом поле между Сербией (армией сербов, болгар, боснийцев и хорватов) и Турцией. Сербская армия потерпела поражение, её предводитель, князь Лазарь — убит; в битве пал и турецкий султан Мурад I (убитый Милошем Обиличем)[7].
- 1502 — Христофор Колумб высадился на остров Мартиника[8].
- 1580 — английская кругосветная экспедиция Фрэнсиса Дрейка обогнула мыс Доброй Надежды.
- 1616 — открылась первая в Канаде школа для индейцев.
- 1667 — французский врач Жан-Батист Дени произвёл первое в мире успешное переливание крови. 15-летнему юноше он перелил около 12 унций крови ягнёнка.
- 1741 — Великая Северная (2-я) экспедиция на Камчатку под началом Витуса Беринга вышла из Авачинской губы на поиски берегов Америки.
- 1763 — из-за хитровского дела Екатерина II издала манифест, запрещающий произнесение необдуманных речей, опасных для общественного спокойствия.

### XIX век
- 1830 — «Чумной бунт» в Севастополе.
- 1836 — Арканзас стал 25-м штатом США.
- 1844 — Чарльз Гудьир запатентовал способ вулканизации резины.
- 1846 — Британия и США подписали Орегонский договор, по которому граница между США и Канадой устанавливалась по 49-й параллели.
- 1851 — молочник Джекоб Фуссель основал в Сэвен Вэллис (США, штат Пенсильвания) первую в мире фабрику по производству мороженого.
- 1867 — в Индианаполисе американским врачом Джоном Боббсом (John Stough Bobbs) впервые проведена успешная операция по удалению желчного камня.
- 1869 — Джон Хайат в Олбани (штат Нью-Йорк) запатентовал целлулоид.
- 1878 — в США сделана первая попытка производства подобия фильма (12 фотокамер одновременно зафиксировали один кадр с тем, чтобы определить, все ли четыре копыта отрываются от земли при лошадином галопе).
- 1896 — подводное землетрясение близ Санрику, Япония; гигантская волна-цунами смыла в море 27 000 человек и более 10 тысяч строений.
- 1898 — в США образована Американская антиимперская лига (англ. American Anti-Imperialist League), ставившая целью борьбу против захватнической политики США в отношении Филиппинских островов, а позднее и Кубы. В 1901—1910 вице-президентом Лиги был Марк Твен. Распущена в 1921.

### XX век
- 1904
  - Основан футбольный клуб «Байер» (Леверкузен).
  - Произошла одна из крупнейших морских катастроф XX века: в результате пожара на Ист-Ривер в Нью-Йорке вспыхнувшего на пассажирском колесном пароходе «Генерал Слокам» погибло более 1000 человек[9].

- 1907 — начала свою работу II мирная конференция в Гааге, в которой приняли участие представители 44 стран. Её созыв вновь был предпринят по инициативе России.
- 1918 — Османская империя устроила геноцид против курдов-езидов.
- 1920
  - Принята конституция Эстонской Республики.
  - По результатам плебисцита Германия передала Северный Шлезвиг Дании.
- 1924 — компания «Форд» произвела свой 10-миллионный автомобиль.
- 1931 — ЦК ВКП(б) принял Постановление о строительстве московского метрополитена. Первая линия «Сокольники» — «Парк культуры» открылась в мае 1935 года.
- 1932 — начало войны между Боливией и Парагваем.
- 1933 — Англия выплатила последнюю символическую сумму в счёт погашения долгов перед США времён Первой мировой войны.
- 1940 — нападение отряда НКВД СССР на латвийскую пограничную заставу Масленки.
- 1941 — Хо Ши Мин создал Лигу независимости Вьетнама (Вьетминь), призвав к освобождению страны от французских и японских колонизаторов.
- 1942 — королевский эскадренный миноносец «Hasty» был потоплен торпедным катером S-55 в Средиземном море.
- 1945
  - Венгрия обязалась поставить в СССР товары в возмещение ущерба, нанесённого военными действиями венгров против СССР.
  - В Англии распущен военный парламент, просуществовавший девять с половиной лет.
- 1950 — Западная Германия принята в Совет Европы.
- 1954 — учреждение УЕФА.
- 1958 — в СССР заложена подводная лодка К-27.
- 1963 — Китай обвинил СССР в «измене мировой революции».
- 1967 — Питер Грин покинул ансамбль Джона Мейолла «Bluesbreakers», чтобы основать группу Fleetwood Mac.
- 1970 — арест в СССР участников самолётного дела.
- 1978 — запущен советский пилотируемый космический корабль «Союз-29».
- 1984 — в СССР официально утверждён новый всенародный праздник — День знаний.
- 1985
  - В Эрмитаже облита серной кислотой картина Рембрандта «Даная».
  - Для управления Намибией Южная Африка создаёт администрацию из представителей всех рас, сохраняя контроль над внешней политикой и обороной этой территории.
- 1986 — газета «Правда» объявила об увольнении за халатность руководителей Чернобыльской АЭС.
- 1988 — Верховный Совет Армении потребовал присоединения Карабаха.
- 1992 — в Трентоне (Нью-Джерси) вице-президент США Дэн Куэйл «сел в лужу», проводя показательный урок в начальной школе и неправильно написав слово «potato» («картофель»).
- 1994 — Джимми Картер, бывший президент США, прибыл с визитом в Северную Корею и способствовал разрешению кризиса, связанного с инспекцией предприятий атомной промышленности.
- 1999 — в Бельгии запрещена продажа «Кока-Колы» из-за повышенного уровня химикатов в ней.
- 2000 — ветераны КГБ призвали восстановить памятник Дзержинскому.

### XXI век
- 2001 — лидерами Китая, России, Казахстана, Таджикистана, Кыргызстана и Узбекистана основана Шанхайская организация сотрудничества.
- 2003 — открыт Ладожский вокзал в Санкт-Петербурге.
- 2004 — Обнаружен первый сетевой вирус для мобильных телефонов — Cabir.
- 2007 — с космодрома Байконур с помощью ракеты-носителя Днепр запущен немецкий спутник TerraSAR-X.
- 2008 — в Севастополе открыт памятник императрице Екатерине II.
- 2009 — открытие в Екатеринбурге саммита ШОС.

## Родились
См. также: Категория:Родившиеся 15 июня

### До XIX века
- 1330 — Эдуард Плантагенет (прозвище Чёрный Принц; ум. 1376), принц Уэльский (с 1343), правитель Аквитании (1362—1375), выдающийся полководец Столетней войны.
- 1479 — Лиза Герардини (ум. 1542), флорентийка, предположительно изображённая на картине Леонардо да Винчи «Мона Лиза».
- 1594 — Никола Пуссен (ум. 1665), французский живописец и рисовальщик, искусствовед.
- 1749 — Георг Йозеф Фоглер (ум. 1814), немецкий композитор, органист, теоретик музыки, педагог.
- 1755 — Антуан де Фуркруа (ум. 1809), французский химик и политический деятель.
- 1763 — Кобаяси Исса (ум. 1828), японский поэт, мастер хайку, буддийский религиозный деятель.
- 1798 — Александр Горчаков (ум. 1883), русский дипломат и государственный деятель, светлейший князь, последний канцлер Российской империи (с 1867).

### XIX век
- 1828 — Карл Брандт (ум. 1881), выдающийся немецкий театральный машинист.
- 1843 — Эдвард Григ (ум. 1907), норвежский композитор, дирижёр, пианист.
- 1862 — Евгений Колбасьев (убит в 1918), русский учёный, изобретатель в области военно-морского дела, один из основоположников телефонии.
- 1864 — Жозеф Ги Мари Ропарц (ум. 1955), французский композитор и музыкальный педагог
- 1867 — Константин Бальмонт (ум. 1942), русский поэт Серебряного века, переводчик, эссеист.
- 1880 — Сергей Антимонов (ум. 1954), российский и советский актёр театра и кино, драматург.
- 1881 — Поль Корню (погиб в 1944), французский механик и авиатор, изобретатель, пионер вертолётостроения, первый в мире человек, поднявшийся в воздух на вертолёте (в 1907).
- 1882 — Митрофан Греков (урожд. Митрофан Мартыщенко; ум. 1934), русский советский художник-баталист.
- 1884 — Харри Лэнгдон (ум. 1944), американский актёр, продюсер, кинорежиссёр, сценарист.
- 1896 — Иван Лихачёв (ум. 1956), советский государственный деятель, один из организаторов автомобилестроения в СССР.

### XX век
- 1902 — Эрик Эриксон (ум. 1994), американский психоаналитик немецкого происхождения.
- 1906 — Леон Дегрель (ум. 1994), бельгийский военный деятель и ультраправый политик.
- 1914 — Юрий Андропов (ум. 1984), советский государственный и партийный деятель, Генеральный секретарь ЦК КПСС (1982—1984).
- 1915 — Томас Хакл Уэллер (ум. 2008), американский врач-вирусолог, академик, лауреат Нобелевской премии (1954).
- 1920
  - Алла Казанская (ум. 2008), актриса театра и кино, театральный педагог, народная артистка РСФСР.
  - Альберто Сорди (ум. 2003), итальянский актёр и кинорежиссёр.
- 1921 — Гавриил Илизаров (ум. 1992), хирург, академик РАН, создатель ортопедического аппарата, названного его именем.
- 1923 — Эрланд Юзефсон (ум. 2012), шведский актёр театра и кино, сценарист, режиссёр, писатель.
- 1924 — Эзер Вейцман (ум. 2005), израильский военный и государственный деятель, президент Израиля (1993—2000).
- 1926 — Патрисия Томпсон (ум. 2016), американский философ и писатель, дочь Владимира Маяковского.
- 1928 — Лоранс Бади (ум. 2024), французская актриса театра и кино.
- 1930
  - Одиль Версуа (наст. имя Татьяна Полякова-Байдарова; ум. 1980), французская актриса, сестра Марины Влади.
  - Магомедали Магомедов (ум. 2022), председатель Государственного Совета Республики Дагестан (1994—2006).
- 1936
  - Клод Брассёр (наст. фамилия Эспинасс; ум. 2020), французский актёр театра и кино, дважды лауреат премии «Сезар».
  - Михаил Державин (ум. 2018), актёр театра и кино, телеведущий, юморист, народный артист РСФСР.
- 1937 — Лев Лосев (наст.фамилия Лифшиц; ум. 2009), русский поэт, литературовед и эссеист.
- 1939 — Анатолий Ким, русский прозаик, драматург, сценарист и переводчик.
- 1941
  - Вячеслав Колосков, председатель Федерации футбола СССР (1990—1991), президент РФС (1992—2005).
  - Иван Миколайчук (ум. 1987), украинский советский актёр театра и кино, кинорежиссёр, сценарист, композитор.
- 1943 — Джонни Холлидей (наст. имя Жан-Филипп Лео Смет; ум. 2017), французский рок-певец, композитор и киноактёр.
- 1946
  - Демис Руссос (наст. имя Артемиос Вентурис Руссос; ум. 2015), греческий певец.
  - Нодди Холдер (Невилл Джон Холдер), британский музыкант и актёр, бывший вокалист и гитарист рок-группы Slade.
- 1949 — Саймон Кэллоу, английский актёр, музыкант, театральный режиссёр и писатель.
- 1950 — Любомирас Лауцявичюс, советский и литовский актёр театра и кино.
- 1951 — Альваро Колом Кабальерос (ум. 2023), президент Гватемалы в 2008—2012 гг.
- 1953
  - Вильгельмина Бардаускене, советская и литовская легкоатлетка, чемпионка Европы (1978), экс-рекордсменка мира в прыжке в длину.
  - Си Цзиньпин, генеральный секретарь ЦК Компартии Китая (с 2012), председатель КНР (с 2013).
- 1954
  - Джеймс Белуши, американский актёр, комик, певец, музыкант.
  - Даниал Ахметов, казахстанский государственный и политический деятель, премьер-министр Республики Казахстан (2003—2007).
- 1956 — Евгений Киселёв, российский и украинский журналист, основатель и первый директор телекомпании НТВ.
- 1957 — Ольга Жулина, советская и российская киноактриса, кинорежиссёр, сценарист и кинопродюсер.
- 1959 — Эйлин Дэвидсон, американская актриса мыльных опер.
- 1960 — Мишель Ларок, французская киноактриса, режиссёр, сценарист и продюсер.
- 1963 — Хелен Хант, американская актриса, сценарист, режиссёр, лауреат премий «Оскар» и «Золотой глобус» и «Эмми».
- 1964
  - Кортни Кокс, американская актриса, кинорежиссёр и продюсер.
  - Микаэль Лаудруп, датский футболист и тренер.
- 1966 — Раймондс Вейонис, латвийский политический деятель, президент Латвии (2015—2019).
- 1969
  - О’Ши Джексон (псевдоним Айс Кьюб), американский рэпер, актёр, режиссёр, сценарист, композитор.
  - Кен Джонг, американский стендап-комик, актёр кино и телевидения, доктор медицины.
  - Оливер Кан, немецкий футбольный вратарь, чемпион Европы (1996), двукратный призёр чемпионатов мира (2002, 2006).
  - Седрик Пьолин, французский теннисист, бывшая пятая ракетка мира.
- 1970
  - Лиа Ремини, американская актриса, писательница и активистка.
  - Жан Табак, хорватский баскетболист и тренер.
- 1972 — Дарья Повереннова, российская актриса театра и кино.
- 1973
  - Грег Воган, американский актёр мыльных опер.
  - Туре Андре Флу, норвежский футболист.
  - Нил Патрик Харрис, американский актёр, комик, писатель, певец, иллюзионист, продюсер.
- 1977 — Анна Ковальчук, актриса театра, кино и телевидения, телеведущая, народная артистка России.
- 1979 — Юлия Нестеренко, белорусская легкоатлетка, олимпийская чемпионка в беге на 100 метров (2004).
- 1989 — Питер Кеннах, британский велогонщик, олимпийский чемпион (2012), чемпион мира (2012) и Европы (2011).
- 1992
  - Мохаммед Салах, египетский футболист, дважды лучший африканский футболист года.
  - Дафне Схипперс, нидерландская легкоатлетка, спринтер, двукратная чемпионка мира, многократная чемпионка Европы.
  - Мариэль Томпсон, канадская фристайлистка, олимпийская чемпионка (2014) и чемпионка мира (2019) в ски-кроссе.
- 1993 — Купер Капп, игрок в американский футбол, принимающий, самый ценный игрок Супербоула LVI.
- 1994
  - Ли Кифер, американская фехтовальщица на рапирах, трёхкратная олимпийская чемпионка.
  - Элис Энглерт, австралийская актриса кино и телевидения.
- 1995 — Эммануэль Корир, кенийский бегун, олимпийский чемпион (2020), чемпион мира (2022).
- 1996 — Аврора Акснес, норвежская исполнительница и автор песен.
- 1997 — Мэдисон Кошан, американская гимнастка, олимпийская чемпионка в команде (2016).

### XXI век
- 2004 — Стерлинг Джеринс, американская юная актриса кино и телевидения.

## Скончались
См. также: Категория:Умершие 15 июня

### До XIX века
- 923 — погиб Роберт I (р. 866), король Франции (922—923).
- 1341 — Андроник III Палеолог (р. 1296), император Византии (1328—1341).
- 1467 — Филипп III Добрый (р. 1396), герцог Бургундский (1419—1467).
- 1772 — Луи-Клод Дакен (р. 1694), французский композитор, органист, клавесинист.
- 1785 — Жан Франсуа Пилатр-де-Розье (р. 1757), французский физик, химик, один из пионеров авиации.

### XIX век
- 1834 — князь Виктор Павлович Кочубей (р. 1768), министр внутренних дел Российской империи (1802—1807, 1819—1823), председатель Госсовета (1827—1834) и Комитета министров (1827—1832), канцлер.
- 1844 — Томас Кэмпбелл (р. 1777), шотландский поэт.
- 1849 — Джеймс Нокс Полк (р. 1795), 11-й президент США (1845—1849).
- 1858 — Ари Шеффер (р. 1795), французский исторический и жанровый живописец.
- 1888 — Фридрих III (р. 1831), император (кайзер) Германской империи и прусский король, царствовал всего 99 дней (с 9 марта 1888).
- 1895 — Рихард Жене (р. 1823), австрийский композитор.
- 1889 — Михай Эминеску (р. 1850), румынский поэт.

### XX век
- 1905
  - Карл Вернике (р. 1848), немецкий невролог.
  - Герман фон Висман (р. 1853), немецкий исследователь Африки, колониальный губернатор.
- 1915 — Константин Константинович (р. 1858), Великий князь, «августейший президент» Академии наук, поэт.
- 1917 — Кристиан Биркеланд (р. 1867), норвежский физик, первым объяснивший суть полярного сияния.
- 1938 — Эрнст Кирхнер (р. 1880), немецкий художник-экспрессионист.
- 1942 — Вера Фигнер (р. 1852), российская революционерка, террористка, член Исполнительного комитета «Народной воли».
- 1962
  - Антонин Гадаль[англ.] (р. 1877), французский мистик и историк.
  - Альфред Корто (р. 1877), французский пианист, дирижёр, музыкально-общественный деятель.
- 1971
  - Фуад Абдурахманов (р. 1915), скульптор-монументалист, народный художник Азербайджанской ССР.
  - Василий Парин (р. 1903), советский физиолог, академик АН и АМН СССР.
  - Уэнделл Стэнли (р. 1904), американский биохимик, лауреат Нобелевской премии (1946).
- 1981 — Сергей Кулагин (р. 1914), актёр театра и кино, заслуженный артист РСФСР.
- 1991 — Артур Льюис (р. 1915), британский экономист, лауреат Нобелевской премии (1979).
- 1992
  - Лев Гумилёв (р. 1912), русский историк-этнолог, философ, поэт, сын Анны Ахматовой и Николая Гумилёва.
  - погиб Чингиз Мустафаев (р. 1960), азербайджанский журналист.
- 1993 — Джеймс Хант (р. 1947), английский автогонщик, чемпион мира 1976 года по автогонкам в классе Формула-1.
- 1995 — Джон Винсент Атанасов (р. 1903), американский математик и инженер, один из изобретателей первого электронного компьютера.
- 1996 — Элла Фицджеральд (р. 1917), американская джазовая певица.
- 2000 — Григорий Горин (р. 1940), советский и российский писатель, драматург, сценарист, телеведущий.

### XXI век
- 2001 — Михаил Глузский (р. 1918), советский и российский актёр театра и кино.
- 2003
  - Евгений Колобов (р. 1946), дирижёр-симфонист, театральный деятель, народный артист РСФСР.
  - Хьюм Кронин (р. 1911), американский актёр.
- 2010
  - Юрий Ильенко (р. 1936), кинооператор, режиссёр, сценарист, народный артист Украинской ССР.
  - Беким Фехмию (р. 1936), югославский актёр албанского происхождения.
- 2014 — Дэниел Киз (р. 1927), американский писатель и филолог.
- 2015 — Жанна Фриске (р. 1974), российская эстрадная певица, телеведущая, актриса.
- 2017 — Алексей Баталов (р. 1928), актёр театра и кино, кинорежиссёр, сценарист, народный артист СССР.
- 2025 — Расим Даргях-заде (р. 1944), советский и российский деятель кино, президент Гильдии организаторов кинопроизводства и кинопоказа (1997—2005), секретарь Союза кинематографистов России (1999—2005).

## Приметы
Вьюн Зелёный / Никифор Дубодёр
Зелёные святки, украшение домов берёзками, плетение венков, конец хороводам, пекут караваи.
- Поздний пар — пустой амбар.

Никифор. С этого дня окучивают картофель.